# Список островов Кирибати

Острова Республики Кирибати

Список островов Кирибати, составляющих территорию Республики Кирибати, был сформулирован в «The Kiribati Independence Order 1979», заложившем основу независимости Кирибати. Указ о независимости Кирибати был обнародован 12 июля 1979 года и включал Конституцию Кирибати. Список островов включён в «Приложение 2 (Раздел 132) Территория Кирибати» Конституции. Несмотря на конституционное включение островов в юрисдикцию Кирибати, на четырнадцать тихоокеанских островов в архипелагах Лайн и Феникс претендовали США. 20 сентября 1979 года был подписан «Договор о дружбе и территориальном суверенитете» (Таравский договор), по которому с 23 сентября 1983 года США отказывались от претензий и все острова, указанные в Конституции, полностью перешли в управление Кирибати. Однако передача объектов на островах Кантон, Эндербери и Орона третьим странам в военных целях возможна лишь с согласия США, а эксплуатация инфраструктуры острова Кантон возможна также только по взаимному согласию с США.

## Краткое географическое описание
Кирибати состоит из трёх отдельных архипелагов (острова Гилберта, острова Феникс и острова Лайн), разбросанных на площади 3,5 миллиона км² и входящих в регион Микронезия. Общая площадь суши составляет 810 км². Расстояние от самого западного до самого восточного острова республики составляет около 4000 км. Исключительная экономическая зона составляет 3,5 миллиона км². Площадь пахотных земель составляет всего 2,5 %, площадь земель под многолетними культурами — 47,95 %.
Все 16 островов архипелага Гилберта и остров Банаба обитаемы. Из 8-и островов архипелага Феникс обитаем только один — Кантон. Из 8-и островов архипелага Лайн только острова Табуаэран, Тераина и Рождества обитаемы.
Административно Кирибати делится на 6 районов (атолл Тарава, остров Банаба, Северные, Центральные и Южные Гилбертовы острова и острова Лайн) и 21 островной совет. При этом на атолле Тарава расположены 3 совета, на острове Табитеуэа — 2 совета.
Валовой внутренний продукт (ВВП) на душу населения в 2015 году составлял 1838 австралийских долларов, что является одним из самых низких показателей в Тихоокеанском регионе. Кирибати единственная страна в мире, чья территория располагается одновременно в четырёх полушариях: северном, южном, западном и восточном.

## Список
Порядок следования островов в списке приводится в соответствии с Конституцией Кирибати «Приложение 2 (Раздел 132) Территория Кирибати».
Цветом выделены острова, полностью перешедшие в юрисдикцию Кирибати 23 сентября 1993 года, в соответствии с Таравским договором.
| Архипелаг и географические координаты            | Название и его варианты (на русском языке) | Площадь суши площадь лагуны | Северное/южное полушарие | Восточное/западное полушарие |
| ------------------------------------------------ | ------------------------------------------ | --------------------------- | ------------------------ | ---------------------------- |
| Острова Гилберта 1°49′59″ с. ш. 172°57′00″ в. д. | Abaiang Абаианг                            | 17,48 км² / 232,5 км²       | северное                 | восточное                    |
| Острова Гилберта 0°24′ с. ш. 173°50′ в. д.       | Abemama Абемама                            | 27,37 км² / 132,4 км²       | северное                 | восточное                    |
| Острова Гилберта 0°10′ с. ш. 173°35′ в. д.       | Aranuka Аранука                            | 11,61 км² / 19,4 км²        | северное                 | восточное                    |
| Острова Гилберта 2°38′ ю. ш. 176°49′ в. д.       | Arorae Арораэ                              | 9,48 км²                    | южное                    | восточное                    |
| 0°51′ ю. ш. 169°13′ в. д.                        | Banaba Банаба                              | 6,39 км²                    | южное                    | восточное                    |
| Острова Гилберта 1°20′ ю. ш. 175°59′ в. д.       | Beru Беру                                  | 17,65 км² / 38,9 км²        | южное                    | восточное                    |
| Феникс 3°35′ ю. ш. 171°31′ з. д.                 | Birnie Бирни                               | 0,2 км²                     | южное                    | западное                     |
| Острова Гилберта 3°09′ с. ш. 172°50′ в. д.       | Butaritari Бутаритари                      | 13,49 км² / 191,7 км²       | северное                 | восточное                    |
| Лайн 9°57′ ю. ш. 150°13′ з. д.                   | Caroline Каролайн                          | 3,76 км² / 2,5км²           | южное                    | западное                     |
| Феникс 3°08′ ю. ш. 171°05′ з. д.                 | Enderbury Эндербери                        | 5,1 км²                     | южное                    | западное                     |
| Лайн 11°26′ ю. ш. 151°48′ з. д.                  | Flint Флинт                                | 3 км²                       | южное                    | западное                     |
| Феникс 2°50′00″ ю. ш. 171°43′00″ з. д.           | Kanton (Abariringa или Canton) Кантон      | 9,15 км² / 50 км²           | южное                    | западное                     |
| Лайн 1°53′ с. ш. 157°24′ з. д.                   | Kiritimati (Christmas) Остров Рождества    | 388,39 км² / 324 км²        | северное                 | западное                     |
| Острова Гилберта 0°13′ с. ш. 173°24′ в. д.       | Kuria Куриа                                | 15,48 км²                   | северное                 | восточное                    |
| Острова Гилберта 0°55′ с. ш. 173°00′ в. д.       | Maiana Маиана                              | 16,72 км² / 98,4 км²        | северное                 | восточное                    |
| Острова Гилберта 3°23′ с. ш. 173°00′ в. д.       | Makin Макин                                | 7,89 км² / 0,3 км²          | северное                 | восточное                    |
| Лайн 4°01′ ю. ш. 154°59′ з. д.                   | Malden Молден                              | 39,3 км²                    | южное                    | западное                     |
| Феникс 4°27′ ю. ш. 171°15′ з. д.                 | Manra (Sydney) Манра                       | 4,4 км²                     | южное                    | западное                     |
| Острова Гилберта 2°00′ с. ш. 173°17′ в. д.       | Marakei Маракеи                            | 14,13 км² / 19,6 км²        | южное                    | восточное                    |
| Феникс 3°36′ ю. ш. 174°08′ з. д.                 | McKean Мак-Кин                             | 0,4 км²                     | южное                    | западное                     |
| Феникс 4°40′ ю. ш. 174°31′ з. д.                 | Nikumaroro (Gardner) Никумароро            | 4,1 км² / 4 км²             | южное                    | западное                     |
| Острова Гилберта 1°21′ ю. ш. 176°28′ в. д.       | Nikunau Никунау                            | 19,08 км²                   | южное                    | восточное                    |
| Острова Гилберта 0°40′ ю. ш. 174°20′ в. д.       | Nonouti Ноноути                            | 19,85 км² / 370,4 км²       | южное                    | восточное                    |
| Острова Гилберта 1°52′ ю. ш. 175°33′ в. д.       | Onotoa Онотоа                              | 15,62 км² / 54,4 км²        | южное                    | восточное                    |
| Феникс 4°30′ ю. ш. 172°10′ з. д.                 | Orona (Hull) Орона                         | 3,9 км² / 30 км²            | южное                    | западное                     |
| Феникс 3°43′ ю. ш. 170°43′ з. д.                 | Rawaki (Phoenix) Раваки                    | 0,5 км² / 0,5 км²           | южное                    | западное                     |
| Лайн 5°37′ ю. ш. 155°56′ з. д.                   | Starbuck Старбак                           | 21 км² / 25 км²             | южное                    | западное                     |
| Острова Гилберта 1°20′ ю. ш. 174°50′ в. д.       | Tabiteuea Табитеуэа                        | 37,63 км² / 365,2 км²       | южное                    | восточное                    |
| Лайн 3°52′ с. ш. 159°22′ з. д.                   | Tabuaeran (Fanning) Табуаэран              | 33,73 км² / 110 км²         | северное                 | западное                     |
| Острова Гилберта 2°30′ ю. ш. 175°58′ в. д.       | Tamana Тамана                              | 4,73 км²                    | южное                    | восточное                    |
| Острова Гилберта 1°26′ с. ш. 173°00′ в. д.       | Tarawa Тарава                              | 31,02 км² / 343,6 км²       | северное                 | восточное                    |
| Лайн 4°43′ с. ш. 160°24′ з. д.                   | Teraina (Washington) Тераина               | 9,55 км²                    | северное                 | западное                     |
| Лайн 10°06′ ю. ш. 152°25′ з. д.                  | Vostok Восток                              | 0,24 км²                    | южное                    | западное                     |